# Relations entre le Bénin et le Togo

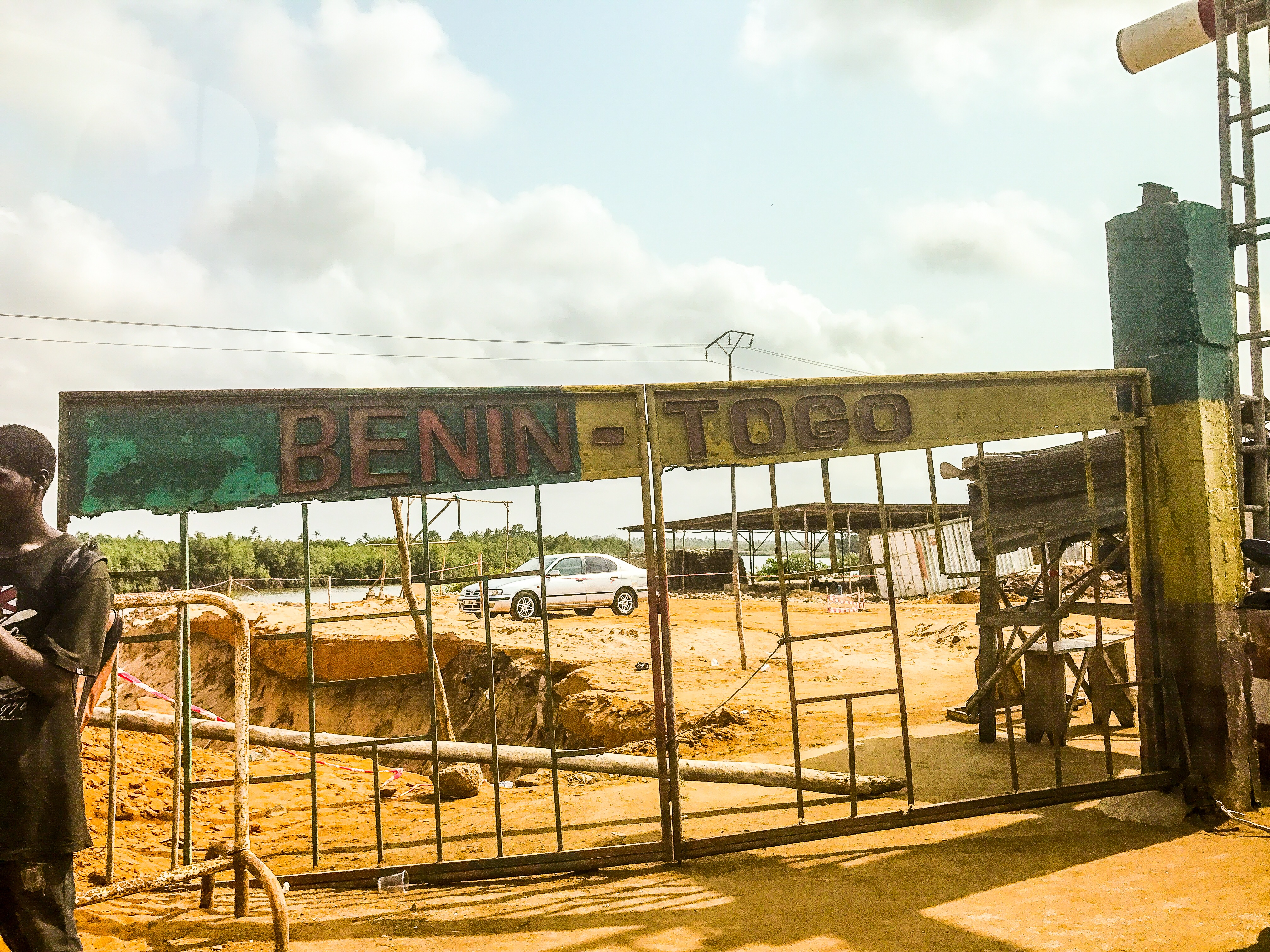
Frontière entre le Bénin et le Togo.

Les relations entre le Bénin et le Togo sont des relations diplomatiques bilatérales entre le Bénin et le Togo. La longueur de la frontière nationale entre les pays est de 651 kilomètres.

## Histoire de frontières entre les deux pays
Des relations amicales se sont développées entre les pays. Un facteur négatif qui complique les relations entre les États est l'instabilité politique interne du Togo, à la suite de laquelle un grand nombre de réfugiés de ce pays sont arrivés au Bénin. Le gouvernement du Bénin a fait des efforts en tant qu'intermédiaire pour résoudre les troubles internes de l'État voisin,.
En 2001, le gouvernement du Bénin a déclaré que les forces armées du Togo avaient déplacé les postes frontières sans consentement. Pour résoudre la crise, une commission intergouvernementale mixte a été créée. Les gouvernements des deux États continuent de négocier le financement de la construction de la centrale hydroélectrique d'Ajrala sur la rivière Mona,.

## Missions diplomatiques
- Le Togo dispose d'une ambassade à Cotonou[6].